# Casa I. T. Montgomery
La casa I. T. Montgomery es una casa histórica ubicada en West Main Street, en Mound Bayou, Misisipi, Estados Unidos. Construida en 1910, fue el hogar de Isaiah Montgomery (1847–1924), un antiguo esclavo de Jefferson Davis que contribuyó decisivamente a la fundación de Mound Bayou, una de las primeras ciudades económicamente exitosas establecidas por esclavos liberados. Fue declarado Hito Histórico Nacional en 1976, y Monumento Histórico de Misisipi en 2003.

## Descripción e historia
Está ubicada en un área residencial al sur del centro de la ciudad de Mound Bayou, en el lado oeste de South Main Avenue, a mitad de camino entre Green Street West y West South Street. Es un edificio de ladrillo de dos pisos, con tejado a cuatro aguas y cimientos elevados de ladrillo. Tiene un porche de un solo piso que se extiende a lo largo de su frente, con un tejado a cuatro aguas sostenido por columnas dóricas cuadradas inclinadas sobre pilares de ladrillo. Al porche se accede por una larga escalera con un giro en ángulo recto. Las secciones se proyectan desde varios de los lados de la casa, rematadas por hastiales con aleros profundos.
Isaiah Thomas Montgomery fue una figura destacada en la fundación de Mound Bayou, una de las comunidades más exitosas de Misisipi, establecida por esclavos liberados por la guerra civil estadounidense. Él y un primo, ambos ex esclavos del presidente confederado Jefferson Davis, habían sido parte de un intento fallido de establecer una comunidad de este tipo en una esquina de una plantación de Davis. Después de que se construyera una línea de ferrocarril a través del condado de Bolívar en la década de 1880, esta tierra, otorgada al ferrocarril, se consideró un sitio más adecuado para tal asentamiento. Montgomery jugó un papel decisivo en el reclutamiento de colonos y ayudó a construir la nueva comunidad, a la que el estado le otorgó un estatuto de ciudad en 1912. Esta casa fue construida para Montgomery en 1910 y fue su hogar hasta su muerte. Después de la muerte de Montgomery en 1924, se utilizó para enfermeras, maestros y residencia privada.